# Olympische Sommerspiele 1928/Leichtathletik – 3000 m Hindernis (Männer)
Der 3000-Meter-Hindernislauf der Männer bei den Olympischen Spielen 1928 in Amsterdam wurde am 1. und 4. August 1928 im Olympiastadion Amsterdam ausgetragen. 22 Athleten nahmen teil.
Im Finale gab es einen dreifachen Triumph der finnischen Mannschaft. Toivo Loukola gewann vor Paavo Nurmi und Ove Andersen.

## Rekorde
Weltrekorde wurden auf dieser Strecke damals nicht geführt, da es noch keine standardisierten Regeln für die Aufstellung der Hindernisse gab.

### Bestehende Rekorde
| Weltbestleistung   | 9:22,2 min | Toivo Loukola ( Finnland) | Helsinki, Finnland                      | 9. Juli 1928 |
| Olympischer Rekord | 9:33,6 min | Ville Ritola ( Finnland)  | Olympisches Finale OS Paris, Frankreich | 9. Juli 1924 |

### Rekordverbesserung
Der finnische Olympiasieger Toivo Loukola verbesserte die bestehende Weltbestleistung im Finale am 4. August um vier Zehntelsekunden auf 9:21,8 min.

## Durchführung des Wettbewerbs
Die Athleten traten am 1. August zu insgesamt drei Vorläufen an. Die jeweils drei besten Läufer – hellblau unterlegt – qualifizierten sich für das Finale, das am 4. August stattfand.

## Vorläufe
Datum: 1. August 1928
Es sind nicht alle Zeiten überliefert.

### Vorlauf 1

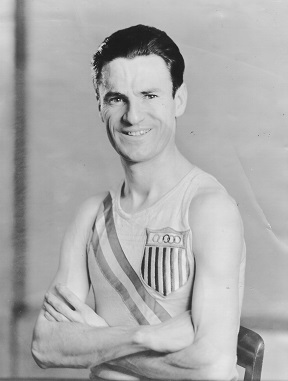
Walter Gegan – ausgeschieden als Vierter im ersten Vorlauf

| Platz | Name            | Nation             | Zeit       | Anmerkung |
| ----- | --------------- | ------------------ | ---------- | --------- |
| 1     | Ville Ritola    | Finnland           | 9:46,6 min |           |
| 2     | Melvin Dalton   | USA                | 9:58,6 min |           |
| 3     | Nils Eklöf      | Schweden           | k. A.      |           |
| 4     | Walter Gegan    | USA                | k. A.      |           |
| 5     | Henry Oliver    | Großbritannien     | k. A.      |           |
| 7     | Nello Bartolini | Königreich Italien | k. A.      |           |
| 8     | Jozef Langenus  | Belgien            | k. A.      |           |
| 9     | Art Keay        | Kanada             | k. A.      |           |

### Vorlauf 2
| Platz | Name            | Nation             | Zeit       | Anmerkung |
| ----- | --------------- | ------------------ | ---------- | --------- |
| 1     | Paavo Nurmi     | Finnland           | 9:58,8 min |           |
| 2     | Lucien Duquesne | Frankreich         | 9:58,9 min |           |
| 3     | William Spencer | USA                | k. A.      |           |
| 4     | Norman Biddulph | Großbritannien     | k. A.      |           |
| 5     | Edgar Viseur    | Belgien            | k. A.      |           |
| 7     | Henrique Santos | Portugal           | k. A.      |           |
| DNF   | Gerry Coughlan  | Irischer Freistaat |            |           |

Paavo Nurmi war am Wassergraben gestürzt. Der Franzose Lucien Duquesne stoppte und half dem finnischen Favoriten auf. Nurmi machte für den Franzosen zum Dank das Tempo und half ihm damit, sich für das Finale zu qualifizieren.

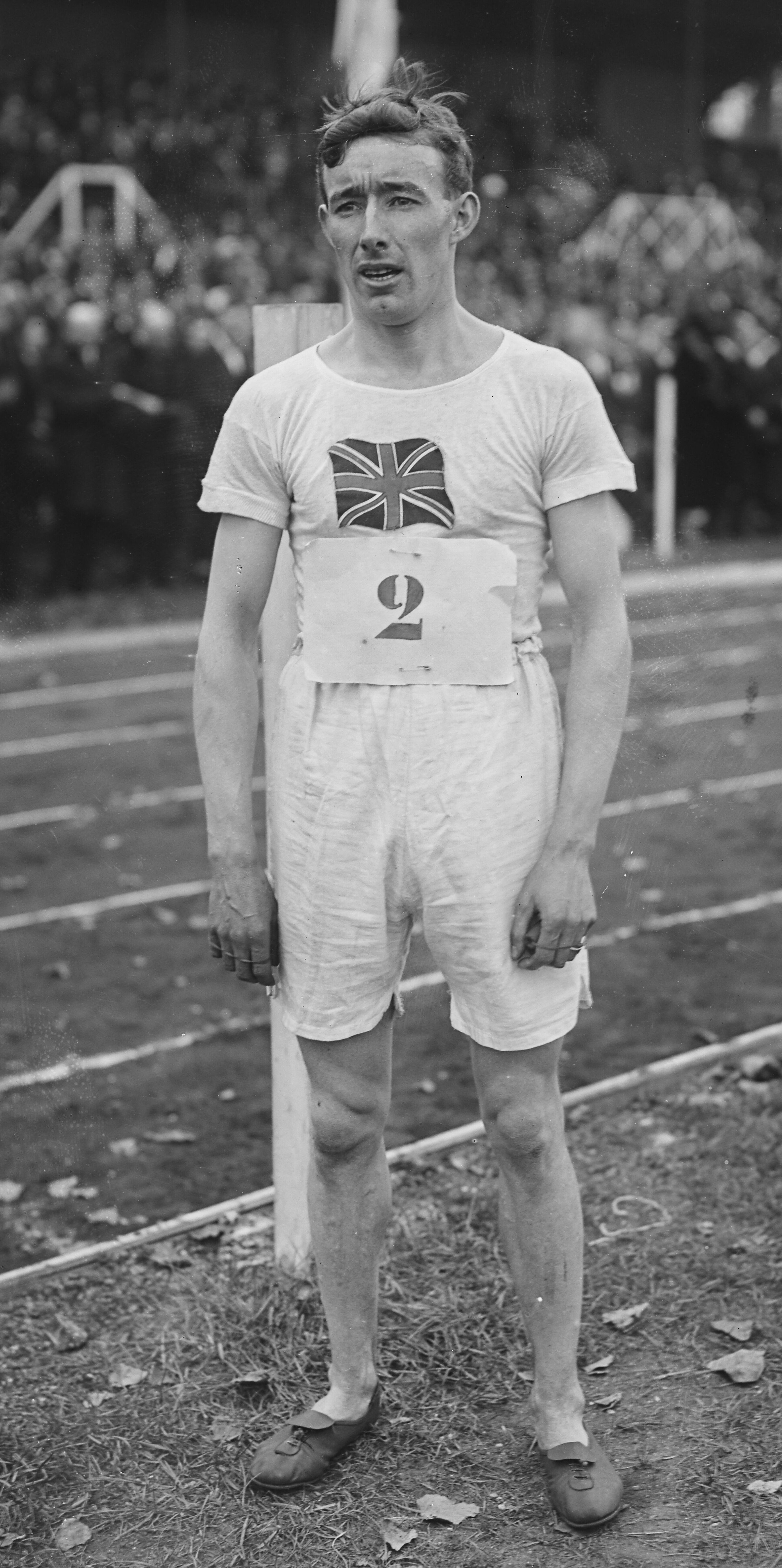
Joe Blewitt– ausgeschieden als Siebter im dritten Vorlauf

### Vorlauf 3
| Platz | Name                 | Nation         | Zeit       | Anmerkung |
| ----- | -------------------- | -------------- | ---------- | --------- |
| 1     | Toivo Loukola        | Finnland       | 9:37,6 min |           |
| 2     | Ove Andersen         | Finnland       | k. A.      |           |
| 3     | Henri Dartigues      | Frankreich     | k. A.      |           |
| 4     | Jean-Gunnar Lindgren | Schweden       | k. A.      |           |
| 5     | Vernon Morgan        | Großbritannien | k. A.      |           |
| 7     | Joe Blewitt          | Großbritannien | k. A.      |           |
| 8     | Jesse Montgomery     | USA            | k. A.      |           |

## Finale
Datum: 4. August 1928
| Platz | Name            | Nation     | Höhe       | Anmerkung |
| ----- | --------------- | ---------- | ---------- | --------- |
| 1     | Toivo Loukola   | Finnland   | 9:21,8 min | WBL       |
| 2     | Paavo Nurmi     | Finnland   | 9:31,2 min |           |
| 3     | Ove Andersen    | Finnland   | 9:35,6 min |           |
| 4     | Nils Eklöf      | Schweden   | 9:38,0 min |           |
| 5     | Henri Dartigues | Frankreich | 9:40,0 min |           |
| 6     | Lucien Duquesne | Frankreich | 9:40,5 min |           |
| 7     | Melvin Dalton   | USA        | k. A.      |           |
| 8     | William Spencer | USA        | k. A.      |           |
| DNF   | Ville Ritola    | Finnland   |            |           |

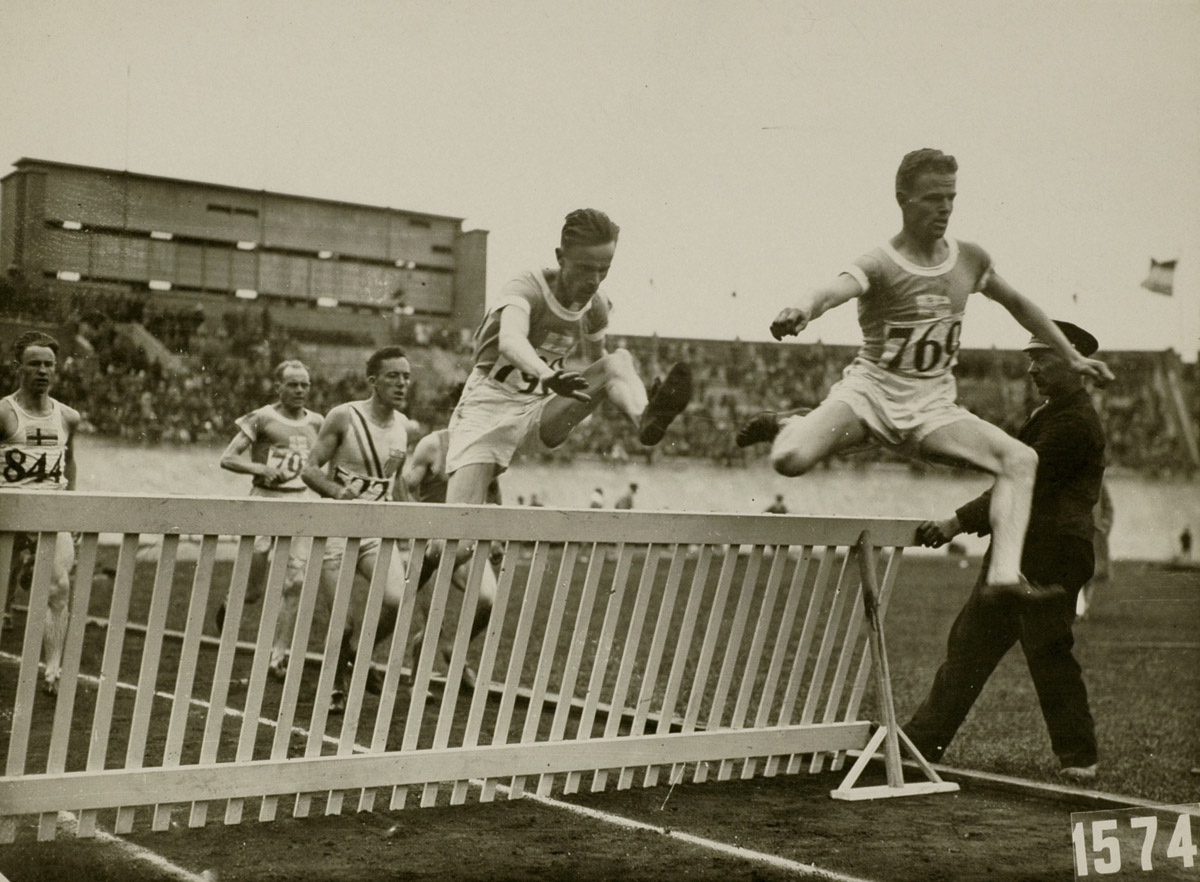
Toivo Loukola hier in Führung vor Ove Andersen, dahinter ein verdeckter Läufer, der gefolgt wird von Melvin Dalton, Paavo Nurmi und Nils Eklöf

Als Favoriten galten die drei Finnen Paavo Nurmi, der Olympiasieger von 1924, Ville Ritola, und Toivo Loukola, Inhaber der Weltbestzeit. Ritola, der am Tage zuvor das Rennen über 5000 Meter gewonnen hatte, wirkte müde und schied bald aus dem Rennen aus. Nurmi hatte so gar keine Hindernistechnik. Schon im Vorlauf war er in den Wassergraben gestürzt, konnte sich aber aufgrund seiner läuferischen Überlegenheit triefend nass für das Finale qualifizieren. Auch im Finale ging er die Hindernisse eher an wie ein Hochspringer und fiel wie im Vorlauf einmal der Länge nach in den Wassergraben. Gegen seinen Landsmann Toivo Loukola, der ein ausgesprochener Hindernislauf-Spezialist war, hatte Nurmi keine Chance. Mit 9:21,8 min stellte Loukola eine neue Weltbestleistung auf – offizielle Weltrekorde wurden über diese Distanz damals noch nicht geführt. Mit fast zehn Sekunden Rückstand gewann Nurmi aber die Silbermedaille. Bronze ging an Ove Andersen, sodass es hier einen Dreifacherfolg für die Finnen gab.
Für Paavo Nurmi war es die insgesamt zwölfte und letzte Medaille bei drei Olympischen Spielen (neun Gold- und drei Silbermedaillen). Er ist damit bis heute der erfolgreichste Leichtathlet.

Ville Ritola musste in seinem letzten olympischen Rennen aufgeben. Mit fünf Gold- und drei Silbermedaillen gehört auch er nach Nurmi zu den erfolgreichsten Leichtathlet aller Zeiten.

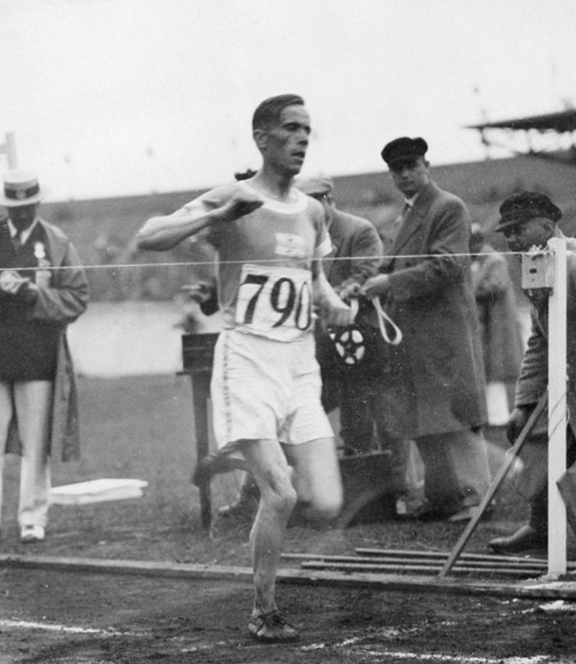
Toivo Loukola, Inhaber der Weltbestzeit, siegte mit fast zehn Sekunden Vorsprung und verbesserte seine eigene Weltbestleistung um vier Zehntelsekunden
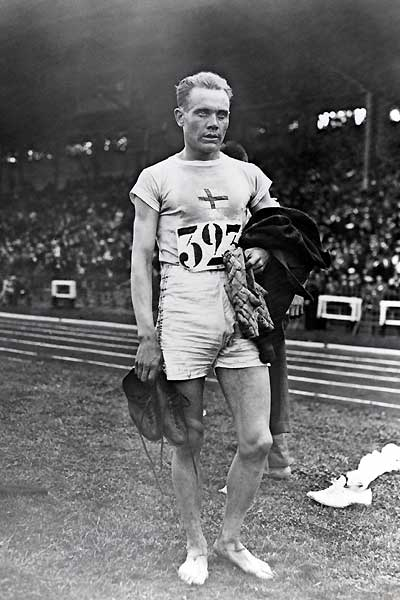
Paavo Nurmi, erfolgreichster Leichtathlet der olympischen Geschichte, gewann die Silbermedaille
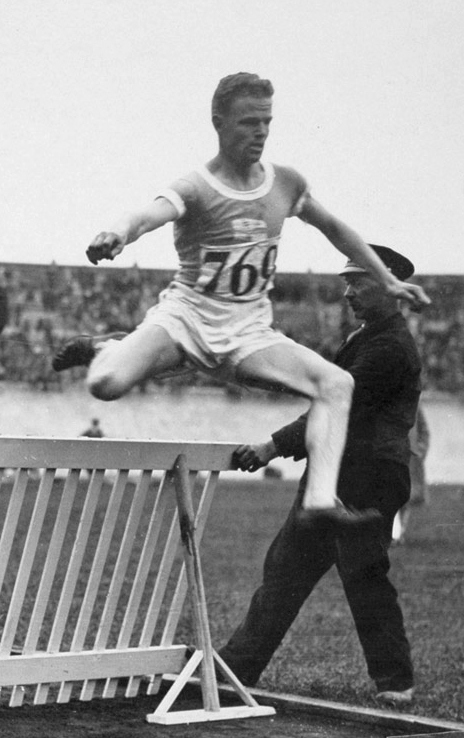
Bronzemedaillengewinner Ove Andersen

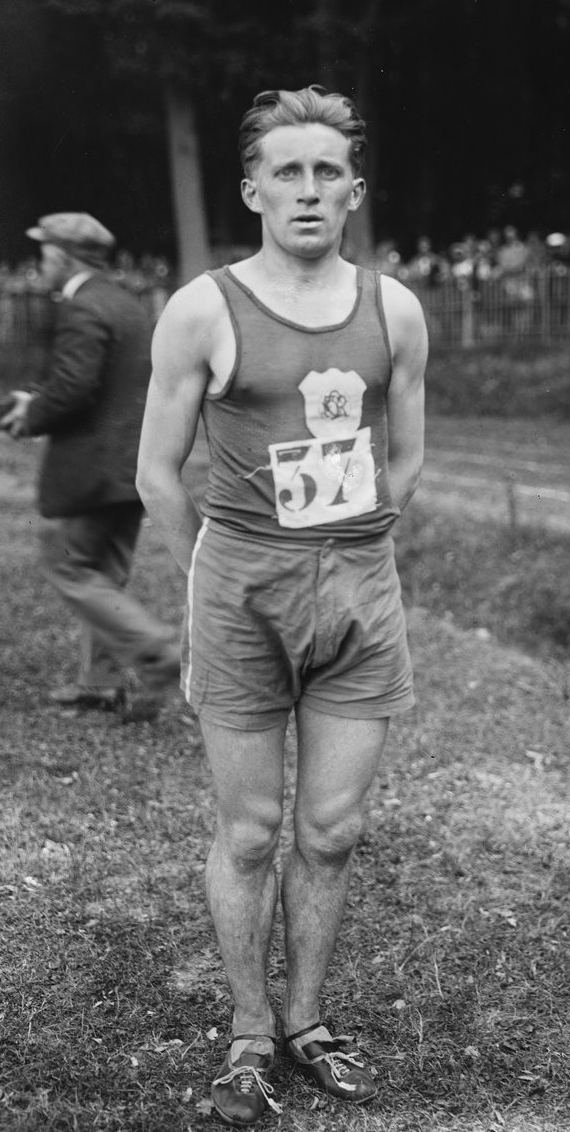
Rang sechs für Lucien Duquesne
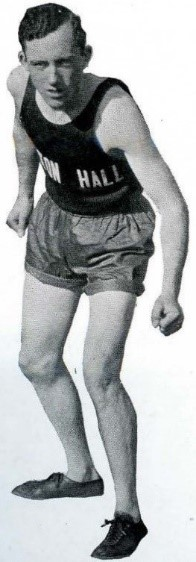
Der siebtplatzierte Melvin Dalton
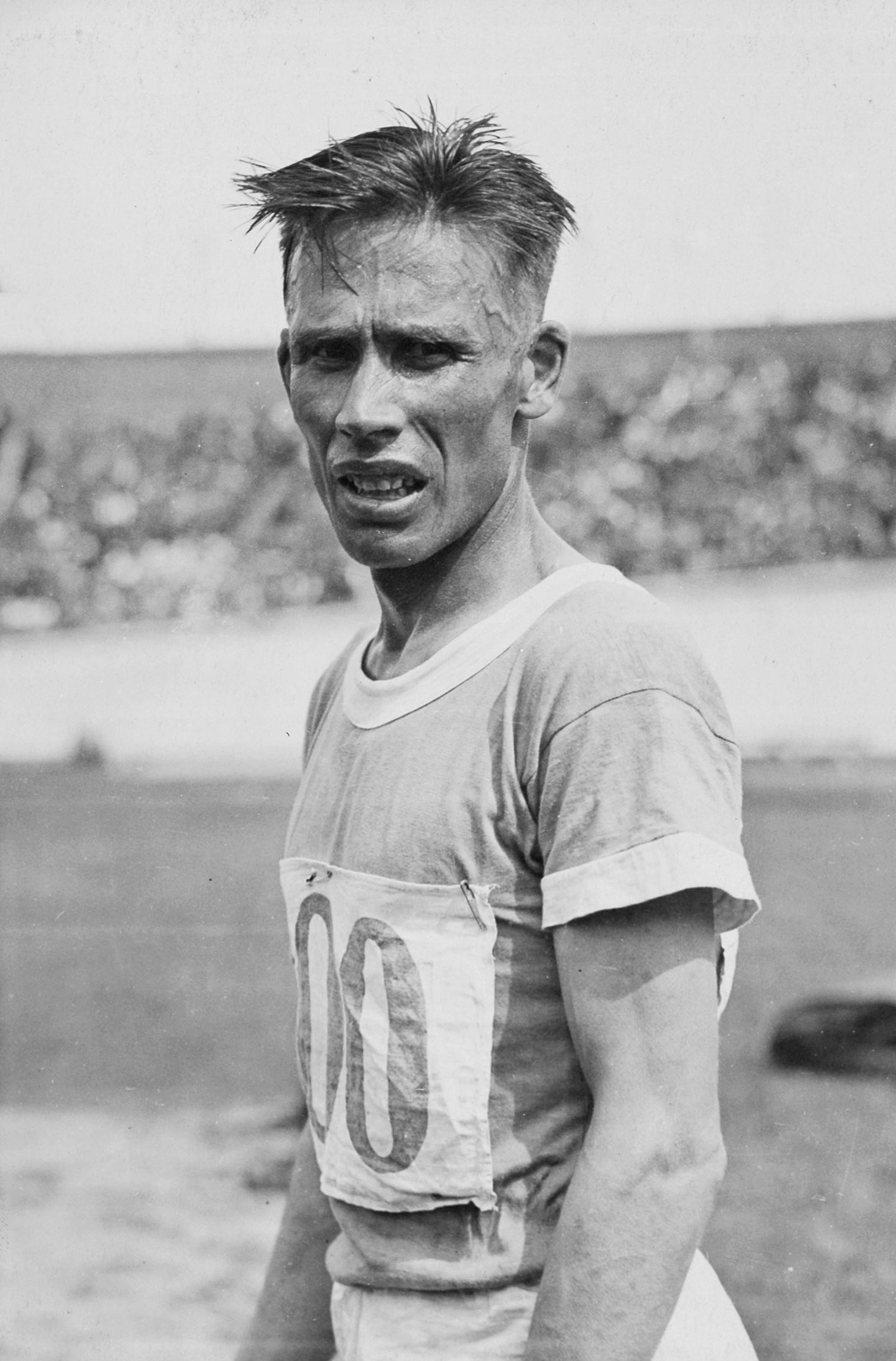
Ville Ritola musste sein Rennen aufgeben

## Videolinks
- Loukola Beats The Legendary Paavo Nurmi To Steeplechase Gold - Amsterdam, youtube.com, abgerufen am 18. Juni 2021
- Many Debuts At The Amsterdam Games - Amsterdam 1928 Olympics, youtube.com, Bereich: 0:32 min bis 0:32 min, abgerufen am 18. Juni 2021